# チェリー2000
『チェリー2000』(テレビ東京放映時邦題『ラブアンドロイド・チェリー』、原題 Cherry 2000)は、1986年製作・1988年2月5日全米公開のアメリカ映画。また、その劇中に登場するガイノイドの製品名(モデル名)。

## 概要
日本では劇場公開されず、ビデオソフトでの初リリースとなったSF冒険アクション映画である。大ヒット映画『ロボコップ』と同じオライオン映画が製作し、公開年もその翌年の作品。音楽も『ロボコップ』と同じベイジル・ポールドゥリスが作曲・指揮を担当した。

サイボーグ男性を主人公にした『ロボコップ』に対し、本作では女性型人造人間を題材にしている。

なおテレビ東京で複数回地上波テレビ放映された際の邦題は『ラブアンドロイド・チェリー』である。

都会の気弱なお坊ちゃんサラリーマンだった主人公の成長が見所。

## ストーリー
荒廃した近未来(2017年)のアメリカ。アナハイムの都会に住む独身サラリーマンのサムは、自宅で家事全般から夜の相手までこなし、耳元で愛をささやいてくれる高級女性型ロボット「チェリー2000」型と「2人」で暮らし、小さな幸せを謳歌していた。

しかしそんなある日、サムのチェリー2000に致命的な故障が起きてしまう。不幸中の幸いで「彼女」の記憶チップは無事だったが、ボディーは完全に修復不能。また、既にチェリー2000型の生産は終了してしまっていた。

セックスさえよければという消費者マインドが主流の世の中で、新型ロボットでは細やかな愛情表現機能も廃止されており、落ち込むサムだったが、かつてラスベガスだった荒野の廃工場にチェリー2000型のボディーがまだあると知ったサムは、「彼女」の記憶チップを手に、今や危険な無法地帯と化した荒野へと冒険の旅に出る。

道中、女性用心棒“E”ことジョンスンと出会い、一緒に旅を続けるサムだが、とてつもない相手を敵に回すことになる。

## 製作会社
- オライオン映画
- ERPプロダクションズ

## スタッフ
- 監督：スティーヴ・ディ・ジャーナット
- 脚本：マイケル・アルメレイダ
- ストーリー、製作総指揮：ロイド・フォンヴィエール
- 製作(プロデューサー)：キャルデコット・チャブ、エドワード・R・プレスマン
- アソシエイトプロデューサー：ジュリー・カークハム
- 副プロデューサー：エリオット・シック
- ラインプロデューサー：ルイス・G・フリードマン(クレジットなし)
- 音楽
  - 作曲・指揮：ベイジル・ポールドゥリス
  - オーケストラ演奏：ハンガリー国立歌劇場管弦楽団
  - シンセサイザー演奏：エリック・オースティン、ブライアン・ガスコイニュ
  - オーケストレイション：スティーヴン・スコット・スモーリー
- 撮影：ジャック・ハイトキン
- 第2班監督：マックス・クレヴン
- フィルム編集：エドワード・M・エイブラムス、デュウェイン・ダンハム
- キャスティング：ジャネット・ハーシェンソン、ジェイン・ジェンキンス
- プロダクションデザイン：ジョン・ジェイ・ムーア
- セット装飾：アン・クルジアン
- 特殊効果スーパーヴァイザー：アーサー・ブルーワー
- 特殊効果アシスタント：パトリシア・ブルーワー、ピーター・チェスニー、ゲイリー・L・キング、レオ・レオンシオ・ソリス
- 特殊効果：アンドリュー・ミラー(クレジットなし)
- 視覚効果(マットペイント)：ケン・マーシャル
- 協力：ボブ・ハーシュ(ネバダ州フィルム・コミッション)

## キャスト
- サム・トレッドウェル：デイヴィッド・アンドリューズ
- イーディス・“E”・ジョンスン：メラニー・グリフィス
  - イーディス・“E”・ジョンスンのダブル(吹替スタントウーマン)：トレイシー・キーン
- チェリー2000：パメラ・ギドリー
- レスター：ティム・トマースン
- 6本指のジェイク：ベン・ジョンスン
- スナッピー・トム：ハリー・ケイリー・ジュニア
- グルー・グルーの弁護士：ローレンス・フィッシュバーン
- スリム(ロボットデザイナー)：マイケル・C・グウィン
- ステイシー(回収屋)：ブライオン・ジェイムズ
- マーティー：ジェフ・リヴァイン
- ビル：マーシャル・ベル
- ランダ(スナッピー・トムの女)：ジェニファー・メイヨ
- ジンジャーことエレイン(レスターの女)：キャメロン・ミルザー
- ジム・スキート：ハワード・スウェイン
- エイミー・ミーマー(ビルのデート相手)：ケイティー・グリーン
- チェット(レスターの手下)：ロバート・ズダー
- 太っちょの男：ジャック・シビュー
- スリムの所のロボット：ジェニー・レスター＝マッキオン
- 疲れ果てた女：ジョウン・リデル
- 弁護士：ジョン・ターノフ
- グルー・グルー・クラブのパトロン：アナベル・ブルックス
- グルー・グルー・クラブのパトロン：レイ・フェイヴァロー
- グルー・グルー・クラブのパトロン：フランシス・マキャフリー
- グローリーホール・ホテルのフロント係：ジェニファー・バルゴビン
- グローリーホールのスィンカー・サルーンのバーテンダー：スライ・スミス
- ドニー：ドニー・エヴィンス
- アール：クロード・アール・ジョーンズ(クレジットなし)
- ジャック：スコット・エドマンド・レイン(クレジットなし)

## 日本語吹替
| 役名                        | 俳優                         | 日本語吹替                                                 |
| 役名                        | 俳優                         | テレビ東京版                                               |
| --------------------------- | ---------------------------- | ---------------------------------------------------------- |
| サム・トレッドウェル        | デヴィッド・アンドリュース   | 宮本充                                                     |
| イーディス・“E”・ジョンスン | メラニー・グリフィス         | 山像かおり                                                 |
| チェリー2000                | パメラ・ギドリー             | 岡本麻弥                                                   |
| レスター                    | ティム・トマーソン           | 山路和弘                                                   |
| エレイン                    | キャメロン・ミルザー         | 勝生真沙子                                                 |
| 6本指のジェイク             | ベン・ジョンソン             | 筈見純                                                     |
| ステイシー                  | ブライオン・ジェームズ       | 水野龍司                                                   |
| スナッピー・トム            | ハリー・ケリー・ジュニア     | 塚田正昭                                                   |
| ビル                        | マーシャル・ベル             | 斎藤志郎                                                   |
| グルー・グルーの弁護士      | ローレンス・フィッシュバーン | 古田信幸                                                   |
| その他                      |                              | 辻親八 石塚理恵 高瀬右光 岡本章子 堀川仁 幸田夏穂 乃村健次 |
|                             |                              |                                                            |
| 演出                        |                              | 高橋剛                                                     |
| 翻訳                        |                              | 中村久世                                                   |
| 調整                        |                              | 山田太平                                                   |
| 効果                        |                              | 栗林秀年                                                   |
| 担当                        |                              | 鍛治谷功                                                   |
| プロデューサー              |                              | 遠藤幸子 戸張涼                                            |
| 製作協力                    |                              | 高柴隆一                                                   |
| 制作                        |                              | テレビ東京 ムービーテレビジョン                            |
| 初回放送                    |                              | 1998年3月28日 『シネクラブ』 正味約91分                    |

## テレビ放映履歴

### 地上波
放送はすべてテレビ東京
- 1998年3月28日(月)『シネクラブ』
- 2001年11月20日(火)13:30～15:30 『午後のロードショー』
- 2002年8月12日(月)13:30～15:30 『午後のロードショー』
- 2003年5月10日(土)3:10～5:00 『ミッドナイトシネマ』
- 2003年12月2日(火)13:30～15:30 『午後のロードショー』
- 2005年2月12日(土)3:10～5:00 『ミッドナイトシネマ』

### 衛星放送・CS・ケーブルテレビ等
- 2009年9月19日(土)2:55～4:40 FOXMOVIES
- 2009年10月10日(土)18:25～ FOXMOVIES
- 2009年10月12日(月)10:10～ FOXMOVIES
- 2009年10月30日(金)15:45～ FOXMOVIES

## 映像商品
日本ではビデオソフトとして初リリースされた。
- Blu-rayソフト

キングレコードより、税込定価5,184円、品番：KIXF-276、JANコード：4988003832360、2015年7月15日発売(同年6月20日の映画「マッドマックス 怒りのデス・ロード」公開を記念して、それに合わせたタイミングで発売された)。
- DVDソフト

キングレコードより、税込定価4,104円、品番：KIBF-1359、JANコード：4988003832407、2015年7月15日発売。
- VHSビデオソフト

アール・シー・エー・コロンビア・ピクチャーズ・ビデオ(株)より、税込定価15,800円、品番：CVT 11026、JANコード：T4988107102611、1988年8月21日発売。
- ベータビデオソフト

詳細不明。
- レーザーディスク

アール・シー・エー・コロンビア・ピクチャーズ・ビデオ(株)より、税込定価4,841円、品番：SF047-5352、JANコード：T4988107102680、1989年7月25日発売。

## 音楽商品(全て海外盤)
- 1987年9月1日、アメリカのヴァレーズ・サラバンドの限定盤シリーズ“Varese Sarabande CD Club”第1弾として、1,500枚限定(手書きのシリアルナンバー入り)のオリジナル・サウンドトラック盤CDが発売された(演奏時間：39分4秒、全22曲収録、品番：VCL 8903.1)。CDケース裏面の曲名リストから、収録曲名が2曲抜け落ちていた。すみや渋谷店では3,800円で売られていた。
- 2000年2月1日、アメリカのプラティナム・ミュージックより、24kゴールドディスク仕様の限定盤(映画『グレート・ウォリアーズ 欲望の剣』とのカップリング盤))が発売された。品番：GOLD-CD-95004、全33曲、うち本作の音楽22曲収録。
- 2004年7月28日、ベルギーのプロメテウス・レコーズより、同じベイジル・ポールドゥリス作曲の映画『ノーマンズ・ランド』の音楽とカップリング収録されたオリジナル・サウンドトラック盤CDが発売された(総演奏時間：77分21秒、全41曲、うち本作の音楽30曲を収録)。本作の音楽については、上記のヴァレーズ・サラバンド盤、プラティナム・ミュージック盤より8曲増えた完全盤となっている。品番：PCD 155、バーコード：5400211001554。現在も発売中で、いちばん入手しやすい。

## 関連事項・関連作品
- マッドマックス(本作の様なシチュエーションの元祖とも言える、荒廃した近未来の荒野を舞台としたSFアクション映画)
- 僕の彼女はサイボーグ(本作と同様、女性型ロボットとの恋愛と、その記憶チップが題材になっている映画)
- 絶対彼氏。(男性型の恋人ロボットと暮らすことになった女性を描いた漫画・テレビドラマ作品。テレビドラマ版タイトルは『絶対彼氏 ～完全無欠の恋人ロボット～』)
- 銀河鉄道999(強い女性と旅する主人公や「機械と人間との選択を迫られる」というラストの展開が、本作と共通している漫画・アニメ作品)
- ワーキング・ガール(本作でヒロインを演じたメラニー・グリフィスの出世作)
- ロボコップ(本作と公開年・製作会社・作曲家が同一、題材も近い映画)

## カメオ
劇中、映画『禁断の惑星』に登場した「ロビー」と、映画『地球の静止する日』に登場した「ゴート」の各ロボットが並んで映っているサービスカットがある。